# Jacob Bertrand
Jacob Bertrand (6 marzo 2000) è un attore e doppiatore statunitense.
Ha una sorella maggiore, Makenna, e un fratello minore, Blake, anche lui attore.
Ha iniziato la sua carriera nel 2007, ad appena 7 anni lavorando sia come attore che come doppiatore.

## Filmografia

### Cinema
- Vi presento i nostri (Little Fockers), regia di Paul Weitz (2010)
- Come l'acqua per gli elefanti (Water for Elephants), regia di Francis Lawrence (2011)
- Ready Player One, regia di Steven Spielberg (2018)
- Goodnight America, regia di Nathan Xia – mediometraggio (2021)

### Televisione
- Miracolo a novembre (November Christmas), regia di Robert Harmon - film TV (2010) - voce
- iCarly - serie TV, 1 episodio (2011)
- Community - serie TV, 1 episodio (2012)
- Parks and Recreation - serie TV, 1 episodio (4x04), (2011)
- I Murphy (Jinxed), regia di Stephen Herek - film TV (2013)
- Kirby Buckets - serie televisiva, 59 episodi (2014-2017)
- The Swap, regia di Jay Karas - film TV (2016)
- Cobra Kai – serie TV, 50 episodi (2018-2025).

### Doppiatore
- ParaNorman, regia di Sam Fell e Chris Butler (2012)
- Le 5 leggende (Rise of the Guardians), regia di Peter Ramsey (2012)
- Tom & Jerry: Avventure giganti (Tom and Jerry's Giant Adventure), regia di Spike Brandt e Tono Cervone (2013)
- The Lion Guard, serie animata (2015-2019)

## Doppiatori italiani
- Renata Bertolas in iCarly
- Annalisa Longo ne I Murphy, Marvin Marvin[1]
- Riccardo Suarez in Kirby Buckets, The Swap
- Alessandro Pili in Cobra Kai

Da doppiatore è sostituito da: 
- Riccardo Suarez in The Lion Guard
- Edoardo Benedetti ne Le 5 Leggende